# Mariana Magaña
Mariana Magaña Inzunza (Cidade do México, 5 de maio de 1991), mais conhecida como Mariana Magaña, é uma cantora, atriz e dançarina mexicana.
Ficou conhecida por interpretar Mariana em High School Musical: El Desafío, Barbie em Cuando toca la campana e Melody em Junior Express.

## Filmografia

### Televisão
| Ano       | Trabalho                          | Papel     | Notas        |
| --------- | --------------------------------- | --------- | ------------ |
| 1998      | Chiquititas                       | Sol       |              |
| 2007      | High School Musical: La Selección | Ela mesma | Participante |
| 2011-2012 | Cuando toca la campana            | Barbie    |              |
| 2011-2012 | Cuando toca la campana            | Sofía     |              |
| 2013-2017 | Junior Express                    | Melody    |              |

### Cinema
- High School Musical: El Desafío (2008) - Mariana

## Discografia
Bandas Sonoras
- 2011 - Cuando toca la campana
- 2008 - High School Musical: El Desafío

Músicas
- 2011 - "Ángel Guardián"
- 2011 - "Únete a esta fiesta" (Junto com o elenco de Cuando toca la campana)
- 2011 - "La hora buena" (Junto ao elenco de Cuando toca la campana)
- 2011 - "Cuando toca la campana" (Junto ao elenco de Cuando toca la campana)
- 2011 - "Es el momento" (Com Nicole Luis, Diana Santos & Stephie Camarena)
- 2008 - "Sale el sol" (Junto ao elenco de High School Musical: El Desafío)
- 2008 - "El Verano Terminó" (Junto ao elenco de High School Musical: El Desafío)
- 2008 - "Cada vez" (Junto com Cristobal Orellana de High School Musical: El Desafío)

Vídeos Musicais
- 2015 - "¿Alguien Necesita Ayuda?" (Melody de Junior Express)
- 2011 - "Es el momento" (Junto ao elenco de Cuando toca la campana)
- 2008 - "El Verano Terminó" (Junto ao elenco de High School Musical: El Desafío)

## Ligações Externas
- Mariana Magaña no Instagram
- Mariana Magaña. no IMDb.